# Ingvar Ómarsson
Ingvar Ómarsson (* 13. April 1989 in Reykjavík) ist ein isländischer Radrennfahrer. Er wurde mehrfach nationaler Meister in den Disziplinen Straßenradsport, Cyclocross und Mountainbike.

## Sportlicher Werdegang
Als Ingvar Ómarsson in der neunten Klasse war, erwachte sein Interesse für Radsport und er kaufte sich ein BMX-Rad. Dann bestritt er mehrere Jahre lang Rennen mit dem Mountainbike, trainierte aber auch für den Straßenradsport und im Cyclocross.
Seit 2013 ist Ingvar Ómarsson im Leistungsradsport der Elite aktiv und ist seitdem der dominierende Radsportler seines Landes. Bis einschließlich 2021 wurde er sieben Mal isländischer Meister in Straßenrennen und Einzelzeitfahren. Bei den UCI-Straßen-Weltmeisterschaften 2020 belegte er im Straßenrennen Rang 45. Im Jahr darauf wurde er im Einzelzeitfahren der Straßeneuropameisterschaften 37.

## Ehrungen
Seit 2014 wurde Ingvar Ómarsson vom isländischen Radsportverband Hjólreiðasamband Íslands ununterbrochen jährlich als Radsportler des Jahres ausgezeichnet, zuletzt am 30. Oktober 2021 gemeinsam mit der Handbikerin Arna Albertsdóttir.

## Erfolge

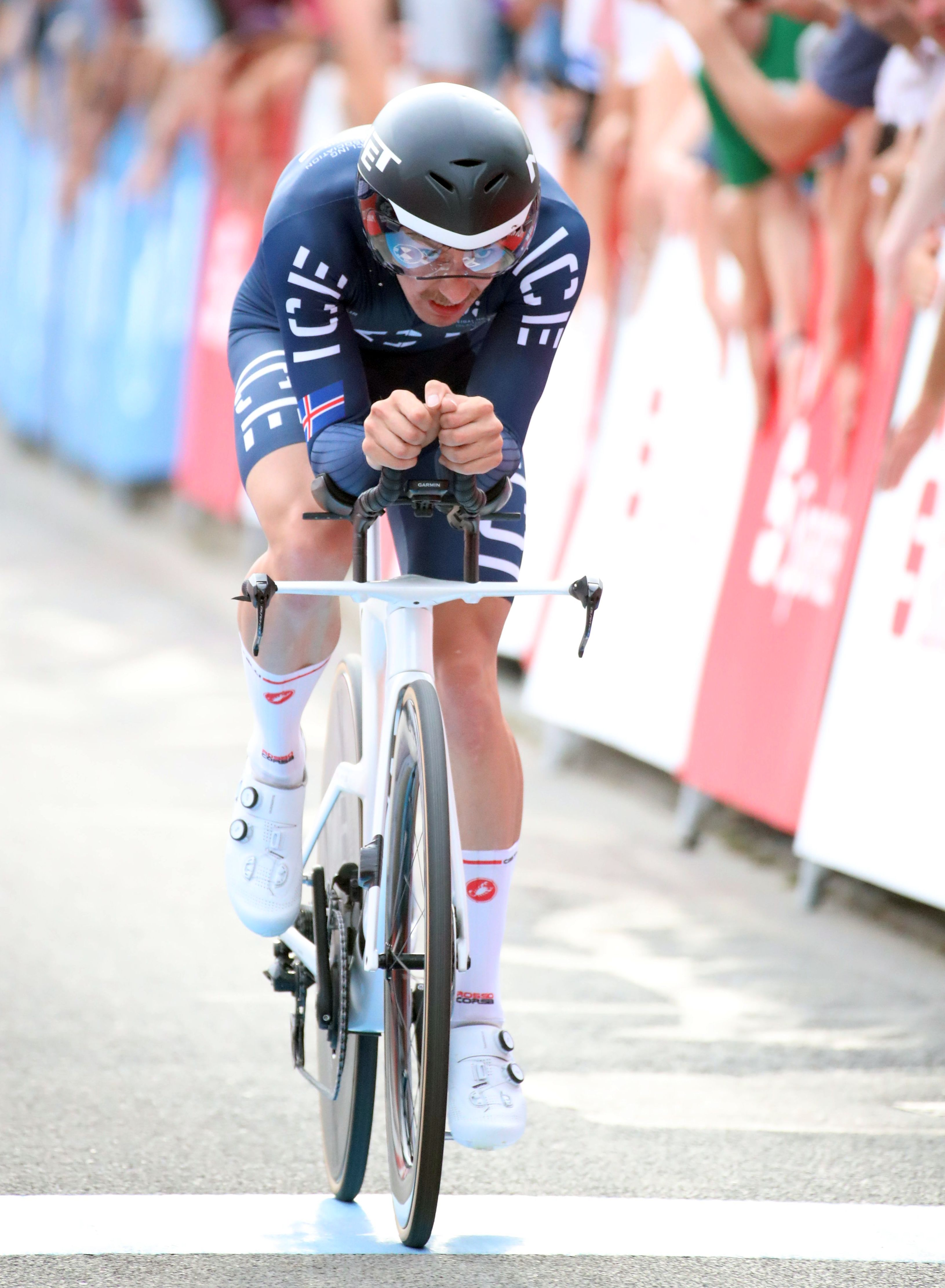
Ingvar Ómarsson bei den European Championships 2022

| 2013 - Isländischer Meister – Straßenrennen 2014 - Isländischer Meister – Straßenrennen 2015 - Isländischer Meister – Straßenrennen 2018 - Isländischer Meister – Straßenrennen 2019 - Isländischer Meister – Einzelzeitfahren 2020 - Isländischer Meister – Einzelzeitfahren 2021 - Isländischer Meister – Straßenrennen 2022 2023 - Isländischer Meister – Straßenrennen 2024 - Isländischer Meister – Einzelzeitfahren 2025 - Isländischer Meister – Einzelzeitfahren | 2012 - Isländischer Meister – XCO 2014 - Isländischer Meister – XCO 2015 - Isländischer Meister – XCO 2016 - Isländischer Meister – XCO/XCM 2017 - Isländischer Meister – XCO/XCM 2018 - Isländischer Meister – XCO/XCM 2019 - Isländischer Meister – XCO/XCM 2020 - Isländischer Meister – XCO/XCM | 2015 - Isländischer Meister 2016 - Isländischer Meister 2018 - Isländischer Meister 2021 - Isländischer Meister 2022 - Isländischer Meister |